# Indicatifs régionaux 809, 829 et 849
Les indicatifs régionaux 809, 829 et 849 sont les indicatifs téléphoniques régionaux de la République dominicaine. Chacun des indicatifs régionaux couvrent tout le territoire du pays.
Les indicatifs régionaux 809, 829 et 849 font partie du Plan de numérotation nord-américain.

## Historique
L'indicatif 809 date de 1947 et est l'un des indicatifs originaux du Plan de numérotation nord-américain.
En juillet 2005, l'indicatif 829 a été ajouté à l'indicatif 809 par chevauchement.
Le 15 février 2010, l’indicatif 849 a été ajouté aux indicatifs 809 et 829 par chevauchement.